# Esselunga
Esselunga S.p.A. è una società italiana operante nella grande distribuzione organizzata nell'Italia settentrionale e centrale con supermercati e superstore. Controllata da Supermarkets Italiani, Esselunga gestisce circa l'8,7% delle vendite in supermercati e ipermercati italiani con oltre 170 punti vendita presenti nelle regioni Lombardia, Veneto, Piemonte, Emilia-Romagna, Toscana, Liguria e Lazio.

## Storia

### Anni cinquanta

Uno dei primi "Supermarket" a Milano, in viale Zara 123, ancora oggi esistente.

A metà degli anni cinquanta l'imprenditore Nelson Rockefeller fondò, tramite la International Basic Economy Corporation (IBEC), assieme ad alcuni soci italiani, la prima catena italiana di supermercati, la Supermarkets Italiani S.p.A. Dopo alcuni contatti con importanti gruppi industriali e commerciali, tra cui La Rinascente, grazie anche ai contatti alla Camera di Commercio italo-americana, fu possibile reperire soci interessati alla proposta. I futuri soci Guido Caprotti e Marco Brunelli, che erano stati compagni di scuola, vennero a sapere dei progetti di Rockefeller mentre si trovavano per il fine settimana a Saint Moritz e, nei saloni dell'hotel Palace, ascoltarono i due fratelli Brustio (top manager del gruppo La Rinascente) discutere sul fatto che alcuni americani erano in trattative per aprire dei supermercati in Italia. «I due amici capiscono al volo che si tratta di un'opportunità unica. A Milano convincono Bernardo, fratello di Guido, e parte subito l'operazione per battere la Rinascente. Grazie alla mediazione della contessa Laetitia Boncompagni Pecci Blunt, contattano il magnate di New York e riescono ad averlo ospite nella dimora alle spalle della Scala: una cena lombarda, con risotto e involtini, che sancisce la nascita di Esselunga». Secondo Giuseppe Caprotti, il contatto fra Caprotti e Rockfeller avvenne ad opera di James Angleton, agente della CIA, perché Rockefeller intendeva introdurre la Grande distribuzione organizzata in Italia affermando che «fosse difficile essere comunista con la pancia piena».
La società fu costituita il 13 aprile 1957 a Milano come Supermarkets Italiani S.p.A e un capitale sociale di un milione di lire sottoscritto per il 51% dall'IBEC e per il restante da azionisti italiani - gli industriali tessili Bernardo e Guido Caprotti (18%), gli imprenditori e proprietari del Corriere della Sera Mario e Vittorio Crespi (16,5%), Marco Brunelli, figlio di un noto antiquario milanese (10,3%), la principessa Laetitia Boncompagni, amica personale di Nelson Rockefeller (3%) e Franco Bertolini, consigliere finanziario dei Crespi (1,2%).
Nel giro di tre mesi il capitale sociale fu elevato dapprima a 60 e quindi a 420 milioni; consiglieri furono nominati Franco Bertolini, Marco Brunelli, Bernardo Caprotti, Ruggero di Palma Castiglione, Roland H. Hood, Wallace D. Bradford. I nuovi soci non solo si dimostrarono pienamente disposti ad accettare le condizioni poste dall'IBEC in fatto di proprietà, di amministrazione e di gestione, ma si dichiararono anzi desiderosi di contribuire alla creazione di negozi che fossero esatte repliche dei supermercati statunitensi, condotti in modo esclusivo da management americano, come ricordò Boogart: «Inoltre (…) non volevano che i nostri negozi subissero l'influenza degli italiani. Volevano che i nostri negozi fossero, tanto nella gestione quanto nell'aspetto, perfettamente identici a quelli americani. (…) Volevano un top management americano che durasse e il motivo per cui accettavano questa sfida era che glielo avevano promesso. Non solo: anche nel nome non dovevano esserci dubbi sul modello scelto come riferimento, per cui i soci italiani bocciarono la proposta americana di utilizzare insegne come Mercado o Mercato, in favore del termine Supermarket: Abbiamo discusso a lungo sul nome da dare e sono stati i fratelli Caprotti a suggerire di chiamarlo semplicemente Supermarket…”».
Il primo punto vendita della Supermarkets Italiani S.p.A. fu inaugurato il 27 novembre 1957 da Rockefeller e dai suoi soci italiani, ricavato da un'ex-officina lungo viale Regina Giovanna a Milano; oggi al medesimo indirizzo, all'attuale civico 34, ne ha preso il posto un punto vendita della G.D.O. Carrefour Market. L'insegna costituita dalla scritta "Supermarket", disegnata da Max Huber, era caratterizzata da una S la cui parte superiore era molto allungata: quell'insegna darà poi il nome all'"Esselunga". Nel corso degli anni, lo stabile dove Esselunga aprì il suo primo punto vendita venne ceduto ad altre catene di supermercati.
Il successo dell'iniziativa fu enorme e ogni volta che veniva aperto un nuovo Supermarket, doveva intervenire la polizia per l'afflusso di folla e inoltre c'erano cronisti e ambulanze per le emergenze.

### Anni sessanta
Venne aperto un primo supermercato in Toscana a Firenze il 9 febbraio 1961 in via Milanesi. I fratelli Caprotti (Bernardo, Guido e Claudio) lo stesso anno acquisirono il 51% della proprietà fino ad allora detenuto da Rockefeller, pagando 5 milioni di dollari col contributo di Marianne Maire in Caprotti, madre dei tre fratelli Caprotti, con 300 milioni di lire. Il management americano, capitanato non più da Richard W. Boogart, ma da Dick Simpson e Roland Hood, lasciò la gestione di Supermarkets Italiani nei primi anni sessanta. Gli americani, oltre a lasciare la loro impronta gestionale sui supermercati, avevano impostato il magazzino e avviato la produzione di alcuni prodotti a marchio privato inesistenti sul mercato italiano (es.: pane in cassetta). Bernardo Caprotti divenne amministratore delegato nel 1965 e venne coadiuvato da Ferdinando Schiavoni (allora direttore commerciale e, nel tempo, vice – presidente e azionista) e da Claudio Caprotti che si occupò dello sviluppo e della gestione della filiale fiorentina fino al 1972. Nel tempo i Caprotti e Schiavoni verranno affiancati da Paolo De Gennis, che diventerà prima direttore generale e poi vice presidente. De Gennis svilupperà, in seguito, i reparti dei prodotti freschi.

### Dagli anni settanta agli anni novanta

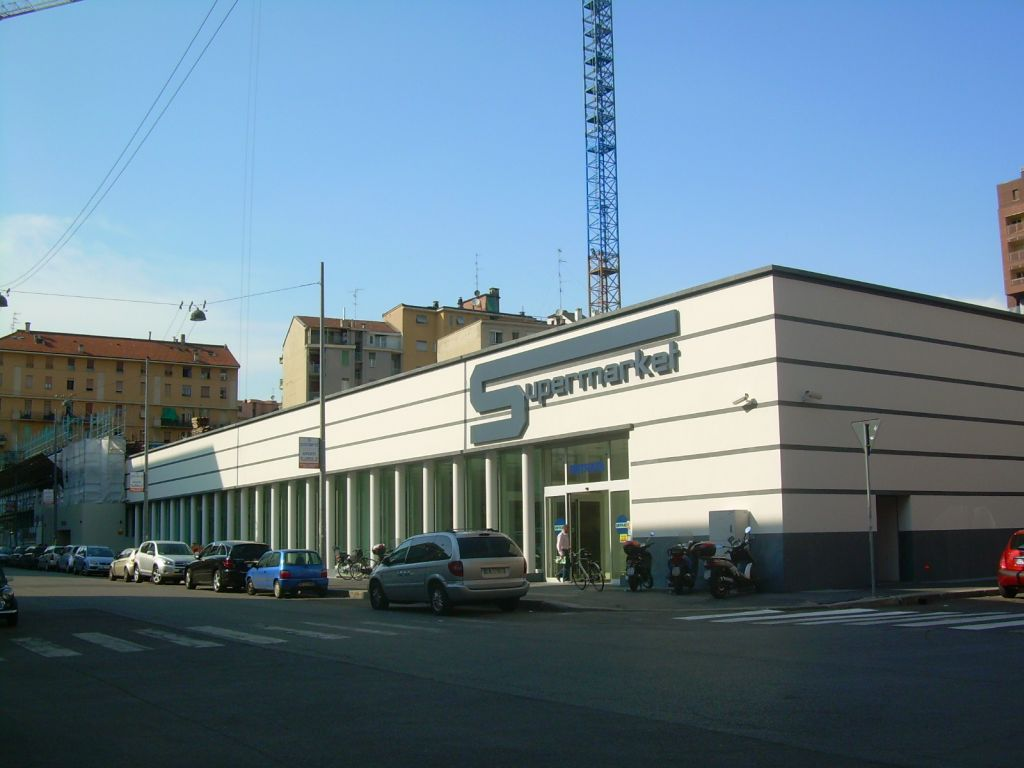
Supermarket Esselunga di Milano in via Losanna.

La campagna pubblicitaria delle “mille lire lunghe” viene usata dal 1969 al 1971. Ed è in questa campagna, curata da Alberto Gandin e da Gian Paolo Cesarani, ideatore del claim "le mille lire lunghe", che nasce il nome esse lunga. Lo slogan era “vieni a spendere 1000 lire lunghe al supermarket con la esse lunga”. I clienti, da quel momento in poi, hanno cominciato a chiamare i supermarket "Esselunga", che diventerà il nome dell'azienda operativa mentre la holding continuerà a chiamarsi Supermarkets Italiani.
Grazie all'apporto di Charles Fitzmorris Jr, nel 1974 l'azienda costruì il suo primo magazzino informatizzato. In collaborazione con l'Armando Testa, nel 1979 vennero lanciati i surgelati Esselunga, i primi prodotti a marchio con il nome della catena ai quali seguiranno poi i marchi Fidel, Naturama, Bio e Top che rimpiazzeranno i marchi creati negli anni sessanta.
Intanto le dimensioni dei supermercati divennero sempre più grandi. Nel 1987 l'agenzia Armando Testa diede al logo Esselunga la sua versione attuale.
Sul modello dei negozi americani della catena Dominick's nei quali stava lavorando Giuseppe Caprotti, nel 1988 venne inaugurato il primo Superstore della catena a Firenze in via di Novoli. Poi, nel 1991 venne inaugurato il primo centro commerciale a Marlia vicino a Lucca. Nel 1994 venne introdotto un programma di fidelizzazione della clientela, Fidaty e l'anno successivo partì una prima campagna pubblicitaria incentrata sulla qualità in collaborazione con l'Armando Testa con lo slogan “Da noi la qualità è qualcosa di speciale” alla quale seguì la campagna “Famosi per la qualità”; le affiches delle due campagne furono esposte al Louvre.
Nel 1989, sempre sul modello americano importato da Giuseppe Caprotti, si aprì il primo reparto profumeria. In seguito quel settore diventerà una catena a parte e il 26 giugno 2002 viene inaugurata la prima profumeria (il primo marchio della profumeria è Olimpia Beautè che poi diventerà EsserBella), nella galleria di via Ripamonti a Milano.
A metà degli anni novanta vennero testati i primi due bar nei punti di vendita di Parma e Sarezzo.
Nel 1999 la catena contava circa 100 supermercati, con una quota sul mercato nazionale del 6,8%.

### Dagli anni duemila ai giorni nostri

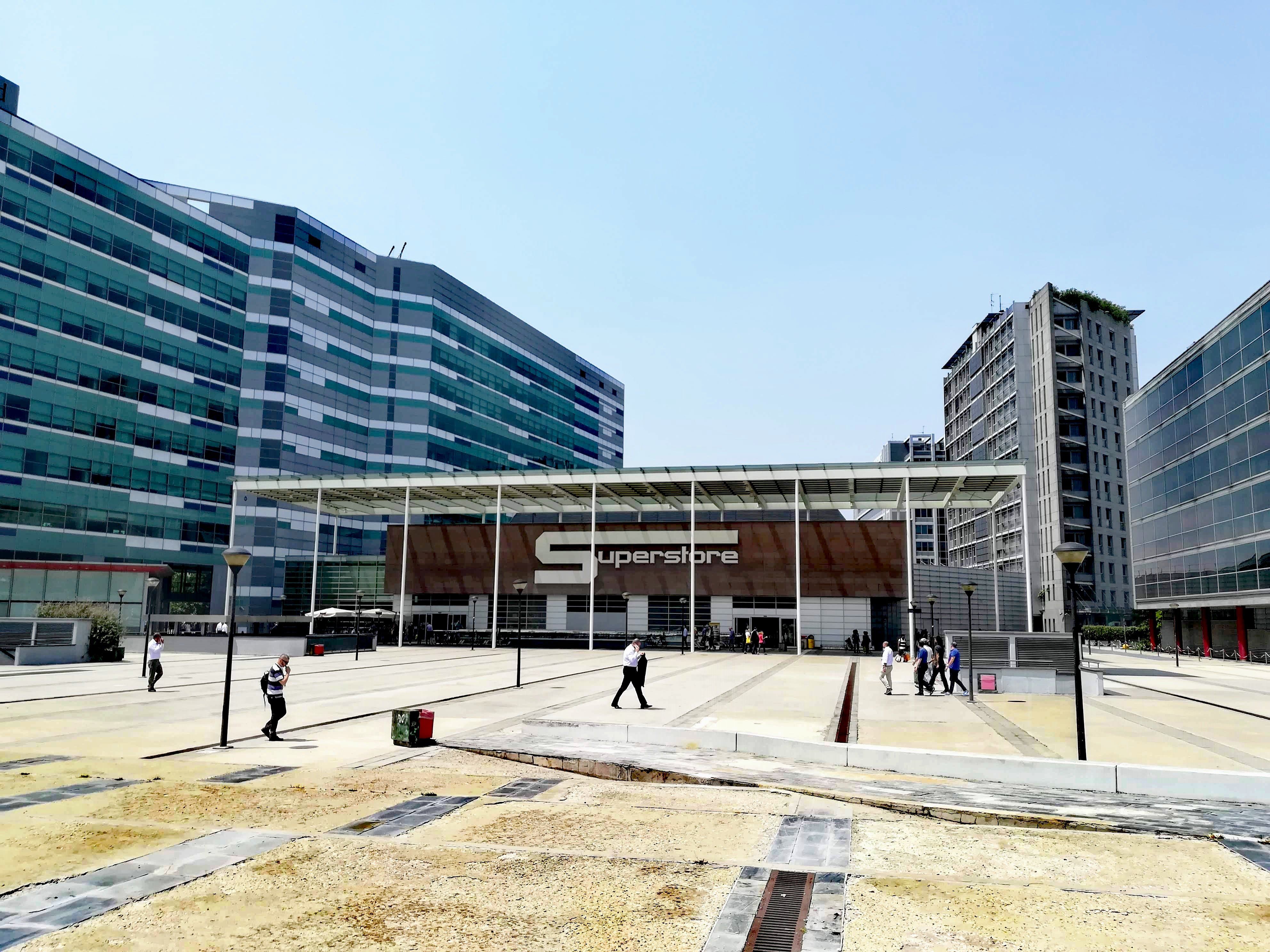
Superstore Esselunga di San Donato Milanese.

Nel 2001 viene avviato il servizio di spesa online ed il 1º marzo 2017 viene aperto a Varedo il primo strumento per il ritiro della spesa effettuata on-line denominato Clicca e Vai.
Fra il 2005 e il 2006 il gruppo fu riorganizzato: gli immobili di Esselunga (circa 150, per un valore di oltre 2 miliardi di euro) confluirono in parte nella neo-costituita società "La Villata Immobiliare di Investimento e Sviluppo S.p.A.", e il resto (circa quaranta immobili) in Orofin SpA, entrambe controllate da Supermarkets italiani.
Il Sole 24 ore interpretò le operazioni di riassetto societario come segnale di una possibile cessione dell'attività operativa al gruppo britannico Tesco o a un altro gruppo estero. In seguito alle preoccupazioni espresse da una parte della classe politica italiana per la cessione a proprietà straniera di un gruppo italiano della GDO, furono fatte ipotesi di un interessamento da parte di Coop.
Bernardo Caprotti dichiarò il 21 settembre 2007 che la sua azienda non era in vendita, perlomeno non in tempi brevi, ventilando la possibilità di una quotazione in Borsa della società.
Nel 2019 nasce una nuova linea di prodotti di Esselunga chiamata SMART (contraddistinta dal colore giallo), dai prezzi molto economici. 
A partire da dicembre dello stesso anno, a seguito dell’acquisizione di alcuni ex punti vendita di altre catene della G.D.O., viene creata l’insegna laEsse per i supermercati di prossimità e di piccole dimensioni, ad oggi distribuiti con dieci filiali a Milano e due a Roma. Il 15 dicembre 2021 apre il quarto punto vendita in Veneto, Esselunga di Ponte Alto a Vicenza. Questo Supermarket rappresenta, per ora, l’Esselunga più a nord-est d’Italia.
A novembre 2022, apre in via Spadari a Milano il primo nuovo catering Le eccellenze di Esselunga, specializzato solo in bar-caffetteria,  gastronomia e pasticceria.

## Modello di business
Ispirato da Nelson Rockefeller e dai suoi manager, Bernardo Caprotti, con l’aiuto dei suoi fratelli Guido e Claudio Caprotti, e dei suoi figli Giuseppe e Violetta Caprotti, è riuscito a creare un’azienda di grande successo: oggi ha più di 24.000 dipendenti e 159 punti vendita e con 8 miliardi di fatturato. Una delle caratteristiche è il modello di business scelto, che si contraddistingue per un’organizzazione in grandi e grandissimi punti vendita, la maggior parte di dimensioni simili, una scelta che ne rende più semplice e omogeneo il rifornimento e consente la gestione attraverso un centro di distribuzione unico con reparti dedicati ai vari specifici settori, frutta e verdura, gastronomia, vini.
A differenza dei concorrenti, come Coop, Carrefour e Auchan, che puntano anche su punti vendita di dimensioni più ridotte, ma diffusi in maniera più capillare, i punti vendita si trovano quasi esclusivamente in grandi città o nelle loro immediate vicinanze. Inoltre, Esselunga è presente quasi soltanto nel nord Italia: in particolare in Lombardia, Liguria, Piemonte, Emilia, Veneto, Toscana e nel Lazio.
La scelta della posizione costituisce un elemento rilevante del modello di business di Esselunga, in un settore come la grande distribuzione nel quale una buona localizzazione è alla base del successo dell’impresa. In tale scenario Esselunga si è costruita fin dagli esordi la fama di un’azienda che pone grandissima attenzione alla scelta del posizionamento.
Un'ulteriore caratteristica chiave è legata al fatturato per metro quadro, che fa di Esselunga una best practice internazionale: infatti Esselunga ha registrato nel 2015, ultimo dato disponibile, 15.732 euro di vendite per metro quadro, il doppio circa della media italiana nella grande distribuzione alimentare, che si attesta a 7.184 euro per metro quadro.
Il settore della vendita online Esselunga a casa è tuttora, il primo sito italiano di vendita online di prodotti fisici. Esselunga ha mostrato un’attenzione all'evoluzione dei consumi, ampliando l’offerta e offrendo oltre ai classici prodotti da supermercato anche prodotti di altro genere, dalla tecnologia ai giocattoli. L’impostazione di Esselunga è legata alla visione del suo fondatore e del figlio Giuseppe e al loro rapporto con gli Stati Uniti, dove acquisiscono una mentalità fondata sull'innovazione, la sperimentazione e il marketing.
Grazie a questa frequentazione con l’America, Bernardo e Giuseppe Caprotti furono i primi a introdurre in Italia molte innovazioni nel settore e in particolare i primi a entrare nel business dei supermercati; aprire un ufficio marketing interno dedicato alle strategie di comunicazione e di fidelizzazione della clientela; passare dal supermercato al superstore come leva di sviluppo e incremento del volume di vendita.

## Dati economici
Nel 2016 ha realizzato un fatturato di 7,5 miliardi di euro. Nel 2017 i ricavi hanno toccato i 7,75 miliardi di euro con un aumento del 3,1% rispetto al 2016 grazie anche all'apertura di 4 nuovi punti vendita. Il MOL (margine operativo lordo) è aumentato del 7,8% a 650 milioni (vale l'8% delle vendite) grazie all'operazione di consolidamento sugli 83 immobili di Villata (ai tre eredi Caprotti, che avevano ciascuno il 22,5%, sono toccati 321 milioni a testa). L'utile ha superato i 305 milioni (+38%). In crescita anche il numero dei dipendenti. Nel 2018 ricavi in aumento del 2,1% a 7,91 miliardi di euro con MOL di 702 milioni in crescita del 9%, l'utile netto è di 286 milioni.

## Marketing
Uno dei tratti distintivi dell’azienda, soprattutto nei suoi primi decenni di vita è il desiderio di essere sempre all'avanguardia nel settore non solo per i prodotti, ma anche sotto il profilo del marketing pubblicitario.
Già nel 1994 Esselunga si dota di un ufficio marketing che gradualmente estende i suoi settori di competenza a:
- Call center
- Ricerche di mercato
- Spazi pubblicitari nei supermercati
- Pubblicità
- Promozioni

Se inizialmente l’ufficio marketing di Esselunga si concentra su campagne pubblicitarie dai meri fini commerciali, in seguito Bernardo Caprotti - grazie al suggerimento di sua figlia Violetta Caprotti - si ispira alle grandi campagne americane, ripensando la promozione come l’occasione per raccontare il marchio, valorizzando l’alta qualità dei prodotti venduti.
Uno degli elementi chiave dell’immagine di Esselunga è legato, infatti, all'enfasi sulla qualità dei prodotti, che si testimonia nell'introduzione di linee di prodotto dedicate. Un esempio è il marchio Esselunga Naturama: una linea di prodotti freschi come frutta, verdura, carne, polleria e pesce, che si distinguono perché controllati in ogni momento della preparazione, secondo i disciplinari dell’azienda.
Da un'idea imprenditoriale di Giuseppe Caprotti (figlio di Bernardo), la catena è stata tra le prime nella GDO italiana a vendere prodotti biologici.
Il nuovo modo di raccontare l’azienda e il prodotto viene inteso dai Caprotti come un legame di fiducia tra il consumatore ed Esselunga. Da questa idea nasce, nel 1995, la Fidaty card, su suggerimento dell’americano Tom Wilson e su impulso di Giuseppe e Violetta Caprotti, che permette di accedere a sconti e promozioni, oltre che di accumulare punti per ritirare dei premi. Questo rapporto di fiducia si traduce anche in una fidelizzazione del cliente. Nello stesso anno viene lanciata l’emblematica campagna pubblicitaria “Esse lunga, prezzi corti” che ottiene un tale successo da spingere l’imprenditore a prendere consapevolezza dell’identificazione del suo Supermarket con “Esselunga” che diviene, presto, il nome dell’azienda.
Le campagne pubblicitarie di Esselunga sono state curate e ideate dal rinomato talento di Armando Testa che ha contribuito a ridisegnare il concetto stesso di pubblicità commerciale italiana. Non si tratta più di pubblicità con un semplice fine commerciale e informativo, ma di campagne che sono rimaste nell'immaginario collettivo dei consumatori. Il concetto creativo è stato sviluppato con intelligenza e ironia da Testa che ha pensato a una reinterpretazione accattivante degli alimenti freschi in vendita nei supermercati Esselunga: la qualità è tale che i prodotti assumono una ‘personalità’ distintiva. Si tratta della campagna pubblicitaria ‘Da noi la qualità è qualcosa di speciale’ che, con oltre 70 soggetti, è tuttora presente al Musèe des Affiches del Louvre. Nel 2001 questa campagna è stata ripresa dall'azienda in ‘Famosi per la qualità’ con protagonisti dei veri e propri “testimonial” di qualità: Aglio e Olio, John Lemon, Alavino e Porro Seduto.
Cinque anni dopo nasce un'altra storica campagna pubblicitaria di Esselunga, “Nel segno della qualità” di ispirazione zodiacale. Ogni segno dello Zodiaco viene legato ad un alimento che ne assume le sembianze (il leone ad una pannocchia, i gemelli a due ciliegie, il sagittario a due spiedini, l’ariete a due conchiglie di burro etc).
Grazie all'apporto del dottor Ferdinando Schiavoni, le innovazioni dei Caprotti sono state rivoluzionarie sebbene si trattasse di piccole modifiche nel sistema logistico e manageriale della grande distribuzione alimentare, come l’aggiunta del codice a barre, metodo che facilita l’organizzazione e il pagamento dei prodotti. Un altro esempio è rappresentato dalla promozione marketing attraverso i volantini contenenti offerte e promozioni speciali recapitati direttamente a casa dei clienti fidelizzati. Attualmente l’innovazione continua attraverso i volantini digitalizzati su app per cellulari e tablet.

## Punti vendita
L'azienda opera prevalentemente nel nord-ovest dell'Italia, con una forte concentrazione soprattutto in Lombardia. Notevole anche la presenza in Toscana, con ben nove punti vendita nel solo capoluogo Firenze.
Questo è il dettaglio della presenza di Esselunga:
| Regione        | Prima apertura | Numero di negozi | Province coperte                       |
| -------------- | -------------- | ---------------- | -------------------------------------- |
| Emilia-Romagna | 1970           | 14               | BO, MO, PC, PR, RA, RE                 |
| Lazio          | 2014           | 4                | LT, RM                                 |
| Liguria        | 2006           | 4                | GE, SP, SV                             |
| Lombardia      | 1957           | 105              | BG, BS, CO, CR, LC, MB, MI, MN, PV, VA |
| Piemonte       | 1985           | 18               | AL, AT, BI, NO, TO, VB                 |
| Toscana        | 1961           | 31               | AR, FI, LI, LU, MS, PI, PO, PT         |
| Veneto         | 1988           | 4                | VR, VI                                 |

## Concorrenza e prezzi
Gli effetti della concorrenza tra Esselunga e Coop ebbero ripercussioni dirette sull'andamento dei prezzi al consumo: nel settembre 2007 l'associazione Altroconsumo rese noti i risultati di un'indagine di mercato dalla quale emerse come la concorrenza tra le grandi catene di distribuzione, Esselunga e Coop in testa, sia stata strettamente legata a una sostanziale riduzione dei prezzi rispetto alla media italiana.

## Controversie

### Accuse di mobbing
Una dipendente del punto vendita Esselunga di Viale Papiniano a Milano affermò il 2 febbraio 2008 che le fosse stato impedito di recarsi al bagno per un intero turno di lavoro. Al termine del turno, recatasi in ospedale, le venne diagnosticata una cistite emorragica. Tornata al lavoro dichiarò d'essere stata aggredita da uno sconosciuto nei bagni del supermercato. La donna intentò una causa, e i sindacati indissero uno sciopero. Esselunga rispose acquistando una pagina su alcuni quotidiani nazionali minacciando querele per il danno d'immagine subito e dando la propria versione dell'accaduto. A novembre 2009 la vicenda venne archiviata dalla magistratura perché la donna mentì; decisiva fu la perizia dell'ex psichiatra nella quale venne dichiarata affetta da disturbi psichici; l'archiviazione era stata richiesta a ottobre dallo stesso pubblico ministero. La dipendente fu anche colta in flagranza di reato dal personale di sorveglianza per aver sottratto diversi pacchetti di pile dagli scaffali e alcune confezioni di alimentari. La donna avrebbe ammesso la propria responsabilità e la società di Bernardo Caprotti, dopo aver presentato una denuncia-querela, la licenziò il 15 ottobre.

### Concorrenza con la Coop
In seguito alla pubblicazione del libro Falce e carrello nel quale Bernardo Caprotti sostenne di aver incontrato ostacoli all'espansione del suo gruppo nelle regioni "rosse" e accusato Coop locali di gravi scorrettezze commerciali, oltre che di intrecci indissolubili con la politica, Coop Liguria e Coop Estense citarono in giudizio Esselunga e il suo proprietario.
Nel 2010 e 2011 le prime sentenze diedero ragione a Bernardo Caprotti ed Esselunga, sollevandoli dalle accuse di diffamazione.
Il 16 settembre 2011, il Tribunale di Milano condannò Esselunga per "concorrenza sleale", accogliendo il ricorso presentato tre anni prima a seguito della pubblicazione del volume edito da Marsilio, Falce e carrello.
Il 21 dicembre 2011 però, il giudice della prima sezione civile della Corte d'Appello di Milano accolse la richiesta di sospensiva presentata da Esselunga contro la precedente sentenza che, nel condannare Caprotti per concorrenza sleale contro la Coop, aveva disposto il ritiro del libro: conseguentemente, in attesa del giudizio di secondo grado, il libro edito da Marsilio è stato ristampato e ridistribuito nel circuito commerciale; venne sospeso anche il risarcimento da 300 000 euro a favore di Coop Italia disposto dallo stesso Tribunale di Milano sempre a metà settembre.
Nell'ordinanza la Corte rilevò tra l'altro che il ritiro delle copie di Falce e carrello e il divieto di pubblicazione avevano «una sostanziale valenza di sequestro e censura», provvedimenti che possono essere attivati solo in presenza di stampa oscena, plagio, apologia del fascismo e scritti privi dei requisiti per individuare i responsabili.
Il 28 giugno 2012 l'Autorità garante della concorrenza e del mercato sanzionò Coop Estense con 4,6 milioni di Euro per aver «sistematicamente ostacolato i tentativi effettuati dalla concorrente Esselunga di avviare punti vendita di medie e grandi dimensioni nella Provincia di Modena»; come pena accessoria, Coop Estense venne condannata a «sbloccare la situazione di stallo che si è creata e [a] farsi promotrice di iniziative che, entro sei mesi, consentano l'avvio di attività commerciali da parte del concorrente».

### Tangenti
Bernardo Caprotti nel 1996 patteggiò nove mesi di condanna più una multa pari all'importo di una tangente pagata alla Guardia di Finanza.

### Tassazione
Il 25 maggio 1996 Bernardo Caprotti indisse la sua prima conferenza stampa all'Hotel Principe di Savoia a Milano per presentare uno studio della Arthur Andersen. Nella medesima si dichiarò "schiacciato dal fisco". All'incontro erano presenti Paolo Savona, Giulio Tremonti, Carlo Giovanardi e anche il presidente dell'ANNC Giorgio Riccioni che, sentendosi preso di mira dallo studio che evidenziava una minor tassazione per le coop rispetto a Esselunga (pagina 25 dello studio), prese la parola per difendere il mondo della cooperazione.

### Comportamenti antisindacali
Nel 2002 un'inchiesta giornalistica del settimanale Diario accusò Esselunga di ripetute angherie nei confronti dei dipendenti e di comportamenti antisindacali.

### Sfruttamento dei lavoratori
Nel 2023, Esselunga è stata accusata dalla Procura di Milano di aver sfruttato il sistema delle cooperative per sottopagare i suoi dipendenti, causando così frode fiscale allo stato. In prevenzione, sono stati sequestrati più di 48 milioni di euro.

### Dissidi familiari
Nel 2004 Giuseppe, il figlio di Bernardo Caprotti allora amministratore delegato, fu estromesso dalla gestione dal padre che riprese personalmente la gestione della società con un rapporto conflittuale coi sindacati, riducendo da cinquecento a trecento i prodotti biologici venduti, decidendo un taglio del 9% sul prezzo di vendita di 8.000 articoli (marzo 2005), limitando il servizio di acquisto in rete a Parma e Milano in quanto questo si era dimostrato economicamente non remunerativo Nel 2005, in un articolo uscito su Panorama, Bernardo Caprotti accusò pubblicamente il figlio di mala gestione, accusa riconfermata poi sul libro Falce e carrello uscito nel 2007. Nel 2013 Giuseppe replicò alle accuse di mala gestione di Esselunga mossegli dal padre tramite il settimanale L'Espresso. Nell'estate del 2009 uscì nelle librerie italiane il libro di Filippo Astone Gli affari di famiglia sulle vicende della famiglia Caprotti.
Bernardo Caprotti è morto a Milano il 30 settembre 2016 e ha lasciato il saldo controllo del gruppo alla figlia Marina e alla seconda moglie Giuliana Albera, in modo che Esselunga potesse essere venduta ad un gruppo straniero.
In realtà i dissensi continuarono in quanto, in base alla sistemazione delle partecipazioni, emerse che il valore di Esselunga era tre volte quello di La Villata, la società immobiliare proprietaria degli edifici dei supermercati e ceduta ad un certo punto a Esselunga. Riscontrata una "lesione della legittima" per i figli di primo letto, Giuseppe e Violetta (azionisti di minoranza con il 30%), nel giugno 2017 fu stipulato un accordo per sanare ogni pretesa futura: il ricorso alla Borsa con la quotazione di Esselunga entro quattro anni.
Marina Caprotti, che lavora a tempo pieno in azienda con il marito Francesco Moncada, diventa vicepresidente e la madre, Giuliana Caprotti, presidente onorario. Giuseppe e Violetta Caprotti non hanno invece nessun ruolo operativo. Ad un certo momento Marina Caprotti ha deciso di sospendere la quotazione in Borsa e di liquidare i fratelli, contando su un diritto di prelazione. È stato così necessario ricorrere ad un collegio arbitrale presieduto da Enrico Laghi. Dopo 14 mesi la decisione nel marzo 2020: il valore del gruppo è di 6,1 miliardi di euro; quindi Marina Caprotti e la madre Giuliana Albera possono acquisire direttamente la quota in mano ai figli di primo letto, Giuseppe e Violetta, per 1,83 miliardi (915 milioni a testa) e arrivare al 100% del colosso della grande distribuzione. La scelta del collegio arbitrale non è stata comunque presa all'unanimità: si sono mostrati d'accordo su quel valore il presidente Laghi e Mario Cattaneo (indicato dai fratelli Giuseppe e Violetta) mentre Gualtiero Brugger (nominato da Marina e dalla madre) aveva individuato un valore inferiore, tra 4,3 e 4,8 miliardi.

## Nella cultura di massa
La catena e il suo cofondatore e proprietario Bernardo Caprotti sono stati protagonisti del cortometraggio di Giuseppe Tornatore: "Il mago di Esselunga", distribuito gratuitamente ai possessori di carta Fidaty, dal 10 ottobre 2011 in 5 milioni di copie a tutti i clienti della catena. Nel 2017, la catena ha organizzato la Supermostra: 60 anni di spesa e di vita italiana a Milano e Firenze che raccontava le sue tappe storiche più importanti insieme a tutto quello che intorno a lei succedeva: la musica, il cibo, il design, la casa, la spesa. La mostra ha ricevuto quasi 100.000 visitatori.
La mostra esponeva anche pezzi provenienti da numerosi musei, fra cui Triennale Milano, Museo nazionale della Scienza e della Tecnologia, Museo internazionale della Calzatura, Museo Fisogni, Fondazione Mondadori, WOW Spazio Fumetto e vari archivi storici e collezioni.

## Design
Molti dei supermarket e superstore della catena sono stati progettati da architetti famosi come Mario Botta, Luigi Caccia Dominioni, Norman Foster, Ignazio Gardella, Jacopo Gardella, Angelo Lorenzi, Carlo Alberto Maggiore, Vico Magistretti, Fabio Nonis, Renzo Piano e Giò Ponti.